# Kaboom (film)
Pour les articles homonymes, voir Kaboom.
Ne doit pas être confondu avec Kaboum, la série télévisée québécoise.
Pour plus de détails, voir Fiche technique et Distribution.
Kaboom est une comédie dramatique fantastique et de science-fiction américano-française écrite et réalisée par Gregg Araki et sortie en 2010.

## Synopsis

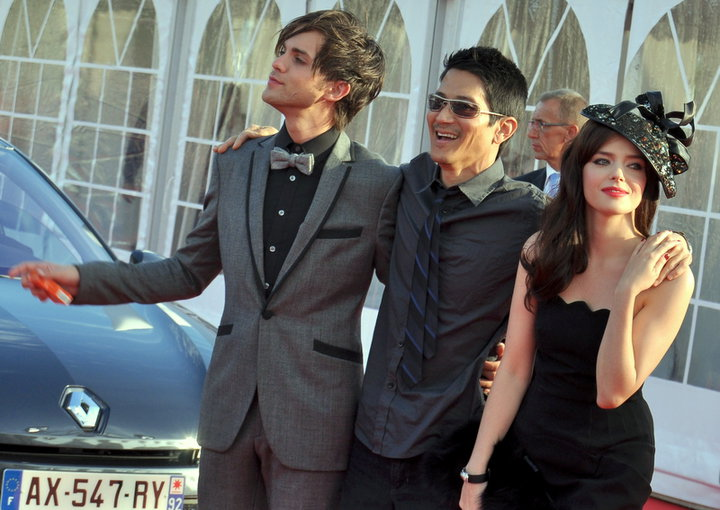
Thomas Dekker, Gregg Araki et Roxane Mesquida lors de la présentation du film au festival du cinéma américain de Deauville

Smith mène une vie agréable au campus : il passe du temps avec sa copine lesbienne Stella, couche avec la jolie London, tout en étant attiré par le beau Thor, son colocataire surfeur. Une horrible nuit va alors faire basculer sa vie. Lors d'une fête, Smith est convaincu d'avoir vu le meurtre d'une fille rousse dont il ne sait quasiment rien mais dont il avait déjà vu le visage dans un rêve récurrent. En cherchant la vérité, il se rend compte que le mystère qui entoure cette histoire est de plus en plus bizarre et qu'il pourrait bien avoir des conséquences définitives sur sa vie mais aussi sur le reste du monde...

## Fiche technique
- Titre original : Kaboom
- Titre français : Kaboom
- Réalisation : Gregg Araki
- Scénario : Gregg Araki
- Direction artistique : J.B. Popplewell
- Décors : Todd Fjelsted
- Costumes : Trayce Gigi Field
- Photographie : Sandra Valde-Hansen
- Montage : Gregg Araki
- Musique : Robin Guthrie, Vivek Maddala, Mark Peters	 et Ulrich Schnauss
- Production : Gregg Araki, Pavlina Hatoupis, Sébastien Lemercier, Jonathan Schwartz, Andrea Sperling
- Sociétés de production : Desperate Pictures, Super Crispy Entertainment, The Next World, Why Not Productions, Wild Bunch
- Sociétés de distribution : Wild Bunch (France), IFC Films (États-Unis)
- Budget :
- Pays d’origine :  États-Unis,  France
- Langue originale : anglais
- Format : couleur - 35mm - 2.35:1 -  Son Dolby numérique
- Genre : comédie dramatique, fantastique, science-fiction
- Durée : 86 minutes
- Dates de sortie :
  -  France : 15 mai 2010 (Festival de Cannes), 4 septembre 2010 (Festival de Deauville), 6 octobre 2010  (sortie nationale)
  -  Royaume-Uni : 27 octobre 2010 (Festival de Londres), 10 juin 2011 (sortie nationale)
  -  États-Unis : janvier 2011 (Festival de Sundance)
- Film interdit aux moins de 12 ans lors de sa sortie en salles en France.

## Distribution
- Thomas Dekker (V. F. : Juan Llorca) : Smith
- Haley Bennett (V. F. : Marie Donnio) : Stella
- Juno Temple (V. F. : Chloé Stefani) : London
- James Duval : le Messie
- Roxane Mesquida (V. F. : elle-même) : Lorelei
- Chris Zylka (V. F. : Franck Lorrain) : Thor
- Andy Fischer-Price (it) (V. F. : Sandor Funtek) : Rex
- Kelly Lynch : la mère de Smith
- Nicole LaLiberte : Madeleine O'Hara / Rebecca Novak
- Brennan Mejia (V. F. : Lionel Lingenser) : Oliver
- Jason Olive (en) (V. F. : Xavier Thiam) : Hunter
- Carlo Mendez : Milo
- Christine Nguyen : l'étudiante bimbo

Source et légende : Version française (V. F.) sur le site d’AlterEgo (la société de doublage)

## Bande originale ou chansons du film
1. Catastrophe and the Cure (Explosions in the Sky)
2. Crystal Visions (The Big Pink)
3. Stars (The XX)
4. Weekend (Ladytron)
5. To Fix the Gash in Your Head (A Place to Bury Strangers)
6. Paris (chanson) (Friendly Fires)
7. Caught Up (Metro Area)
8. Mirror's Image (The Horrors)
9. Soft Shock (Yeah Yeah Yeahs)
10. This Love Is Fucking Right! (The Pains of Being Pure at Heart)
11. Dream About Me (The Depreciation Guild)
12. Cascade (Deluka)
13. Clean Coloured Wire (Engineers)
14. Song Seven (Interpol)
15. The Bitter End (Placebo)
16. Shallow in Youth (Auburn Lull)
17. First Punk Wars (Iron Curtain)
18. Our Secrets (Helen Stellar)
19. In Your Room (Airiel)
20. Sugar Crystals (Airiel avec Ulrich Schnauss)
21. Saturdays (Cut Copy)
22. Mind the Wires (Tears Run Rings)
23. Cut the World (Moscow Olympics)

## Autour du film

### Box-office
Selon Box Office Mojo, Kaboom a rapporté environ 537 000 dollars (116 000 aux États-Unis, 421 000 à l'international).
| Pays ou région     | Box-office   | Date d'arrêt du box-office | Nombre de semaines |
| ------------------ | ------------ | -------------------------- | ------------------ |
| États-Unis/ Canada | 29 121 498 $ | 14 avril 2011              | 11                 |

### Réception critique
Kaboom reçoit en majorité des critiques moyennes. L'agrégateur Rotten Tomatoes rapporte que 58 % des 84 critiques ont donné un avis positif sur le film, avec une moyenne de 5,8/10 seulement. Metacritic donne une note de 64 sur 100 indiquant des « critiques positives ». La presse française est plus favorable, avec une moyenne de 8,2/10 selon AlloCiné.

### Distinctions
- Festival de Cannes 2010 : Queer Palm[6]
- Artios Award 2011 (prix de la Casting Society of America) : nomination de Johanna Ray et Jenny Jue dans la catégorie du meilleur casting pour un film à faible budget